# Oreuse
Pour les articles homonymes, voir Oreuse (homonymie).
L'Oreuse est une rivière française du département de l'Yonne dans la région Bourgogne-Franche-Comté, et un sous-affluent de la Seine par l'Yonne.

## Géographie
La longueur de son cours d'eau est de 17,1 km.
Elle prend naissance à Thorigny-sur-Oreuse avec deux sources au nord et au sud de la limite du village à 110 mètres d'altitude et se jette dans l'Yonne à Pont-sur-Yonne, à 61,7 mètres d'altitude. Elle coule globalement de l'est vers l'ouest avec un léger coude vers le nord-ouest avant sa confluence. Elle se jette en rive droite, en amont de Pont-sur-Yonne et en face de Villeperrot.

### Communes et cantons traversées
L'Oreuse traverse dans le seul département de l'Yonne six communes et deux cantons :
- Thorigny-sur-Oreuse (source) ~ La Chapelle-sur-Oreuse ~ Évry ~ Gisy-les-Nobles ~ Michery ~ Pont-sur-Yonne (confluence).

Soit en termes de cantons, l'Oreuse prend source dans le canton de Sergines, traverse et conflue dans le canton de Pont-sur-Yonne, dans l'arrondissement de Sens.

### Toponymes
L'Oreuse a donné son nom à deux communes : Thorigny-sur-Oreuse, La Chapelle-sur-Oreuse.

## Affluent
L'Oreuse n'a pas d'affluent référencé mais a trois bras.
Son rang de Strahler est donc de un.

## Sites touristiques
- Le château de Fleurigny à Thorigny-sur-Oreuse
- L'ancienne Abbaye de la Cour-Notre-Dame à Michery